# بوم‌شناسی حشرات

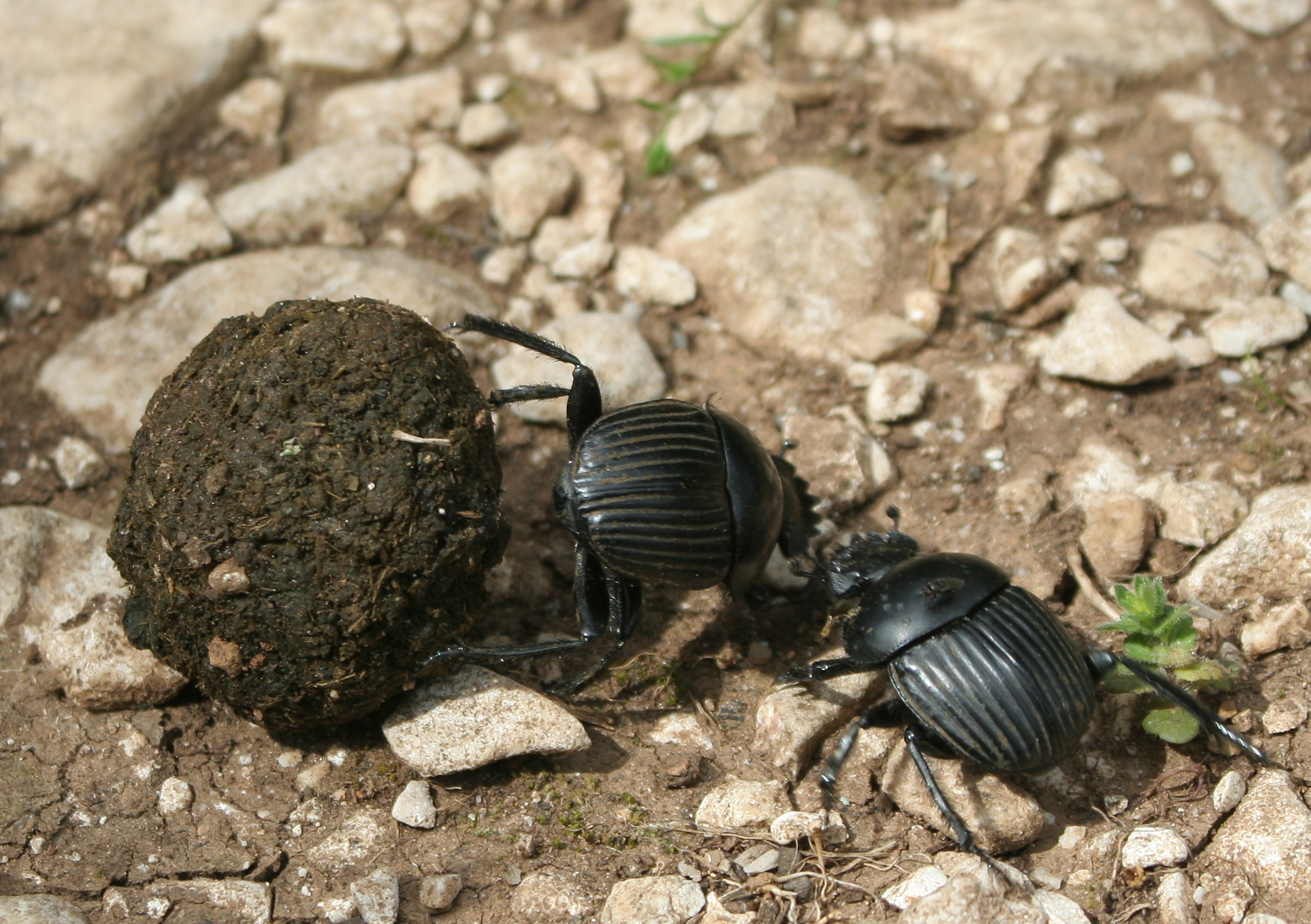
سوسک سرگین (Scarabaeus laticollis) و گلوله سرگین

گرده‌افشانی گیاه گلدار توسط زنبور عسل.

بوم‌شناسی حشرات مطالعه علمی شیوهٔ برهم‌کنش حشرات، به صورت فردی یا اجتماعی با محیط پیرامون یا بوم‌سازگان است.
حشرات بخش مهمی از زنجیره غذایی را تشکیل می‌دهند، به ویژه برای مهره‌داران حشره خوار مانند بسیاری از پستانداران، پرندگان، دوزیستان و خزندگان. حشرات نقش مهمی در حفظ ساختار و ترکیب جامعه دارند. دربارهٔ جانوران از طریق انتقال بیماری، شکار و انگلی و دربارهٔ گیاهان از طریق گیاه‌خواری و از طریق تکثیر گیاهان از طریق گرده‌افشانی و پراکندگی بذر. از دیدگاه انسان‌محوری، حشرات با انسان رقابت می‌کنند. آنها ۱۰ درصد غذای تولیدشده توسط انسان را مصرف می‌کنند و از هر ۶ انسان یک نفر را به یک عامل بیماری‌زا دچار می‌کنند.